# Omicron Columbae
Désignations
Omicron Columbae (en abrégé ο Col) est une étoile de la constellation australe de la Colombe, située à environ 106 années-lumière de la Terre. Elle est visible à l'œil nu avec une magnitude apparente de 4,83.

## Environnement stellaire
Omicron Columbae présente une parallaxe annuelle de 30,82 ± 0,20 mas telle que mesurée par le satellite Hipparcos, ce qui permet d'en déduire qu'elle est distante de 105,8 ± 0,7 a.l. (∼ 32,4 pc) de la Terre. L'étoile s'éloigne du Système solaire à une vitesse radiale de +21,1 km/s. À cette distance, sa magnitude visuelle est réduite de 0,06 en raison de l'extinction créée par la matière interstellaire présente sur la trajet de sa lumière.
L'étoile présente un grand mouvement propre sur la sphère céleste et apparaît partager un mouvement propre commun avec l'objet WISE J051723.87-345121.8. Les deux ont une séparation angulaire de 159 secondes d'arc.

## Propriétés
Selon la source, Omicron Columbae s'est vu attribuer des types spectraux de K1 III ou de K1 IV, suggérant qu'il s'agit d'une étoile orange qui est actuellement soit déjà dans le stade de géante rouge, soit encore dans celui de sous-géante de son évolution, respectivement. Elle est 1,57 fois plus massive que le Soleil et elle est âgée d'environ 2,2 milliards d'années. L'étoile apparaît tourner lentement sur elle-même, à une vitesse de rotation projetée de 1,2 km/s. Son rayon est cinq fois plus grand que le rayon solaire, elle est 15,5 fois plus lumineuse que le Soleil et sa température de surface est de 4 936 K.